# Kálmán Mikszáth
Kálmán Mikszáth de Kiscsoltó (Sklabiná, 16 gennaio 1847 – Budapest, 28 maggio 1910) è stato uno scrittore, giornalista e politico ungherese.

## Biografia
Mikszáth nasce a Sklabiná (oggi in Slovacchia), inizia gli studi di Legge presso l'Università di Budapest (oggi Università Eötvös Loránd) dal 1866 al 1869, ma li abbandona per dedicarsi alla sua vera passione, il giornalismo, scrivendo per numerosi giornali ungheresi, tra cui il Pesti Hírlap.
Si interesserà della vita di piccoli artigiani e gente comune. Le sue novelle saranno di carattere sociale e satirico, critico nei confronti della classe aristocratica e sperante in un'evoluzione della società ungherese.
Mikszáth divenne membro del Partito Liberale e nel 1887 fu eletto nella Dieta del Regno d'Ungheria (una delle massime legislature dell'Impero austro-ungarico). Nel 1879 fu rappresentante del distretto di Ilieni in Transilvania e dal 1892 fino alla sua morte fu rappresentante del distretto di Făgăraș.
Fu sepolto nel Cimitero Kerepesi di Budapest.

## Opere
- Il fabbro che non ci sente
- Il vecchio farabutto
- Il fantasma di Lublo
- L'ombrello di San Pietro (1895)
- Le donne di Selistie (1901)
- La città nera

## Cinema
Molte sue opere vennero adattate per lo schermo.

### Filmografia
- L'ussaro (Ihr Leibhusar), regia di Hubert Marischka (1938)
- La vergine ribelle (A beszélö köntös), regia di Radványi Géza (Géza von Radvànyi) (1941)